# Audrey Hamilton
Audrey Hamilton est une groupie américaine née le 6 août 1956 à Dallas au Texas. Elle est connue pour avoir été en 1977 la « road wife » de Robert Plant du groupe Led Zeppelin, sa petite amie attitrée le temps d’une tournée, et partant l’inspiratrice de la chanson Hot Dog.

## Biographie
Audrey Hamilton naît le 6 août 1956 à Dallas au Texas.
C’est en 1976 une belle femme brune, mariée, très excentrique — certains la jugent « complètement folle ». Dans un bar de Dallas elle fait la connaissance d’un roadie du groupe Led Zeppelin de passage en ville, qui l’invite à l'hôtel rencontrer les musiciens. C’est le coup de foudre avec Robert Plant, qui l’invite à l’accompagner pour la suite de leur tournée. Bien que mariée, Audrey Hamilton n'hésite pas. 
La tournée de Led Zeppelin prend soudainement fin en juillet 1977, quand Robert Plant apprend la mort de son fils de 5 ans resté avec sa mère en Angleterre, victime d’un virus foudroyant. Le chanteur rentre précipitamment en Angleterre et Audrey retourne alors au Texas. 
Elle a ensuite des relations avec Mick Ralphs de Bad Company, puis sort avec Rod Stewart et avec un musicien de Electric Light Orchstra. 
Elle abandonne la vie de groupie quand elle tombe enceinte du guitariste de Kiss Ace Frehley. Leur fille, Lindsey, naît en septembre 1980, et Audrey l’élève à Dallas, où elle vit encore en 2012[réf. souhaitée].

## Hot Dog
La chanson Hot Dog enregistrée fin 1978 et parue en août 1979 est écrite par Plant et Jimmy Page en hommage à Audrey ,.